# Short SC.7 Skyvan
El Short SC.7 Skyvan es un avión utilitario con características STOL, de fabricación inglesa. Fue utilizado por diversas fuerzas armadas, así también como civiles. Entre los principales ejemplos se encuentran la Prefectura Naval Argentina, la Fuerza Aérea de Singapur, la Real Fuerza Aérea de Omán, entre otros y también en la Guerra de las Malvinas.

## Especificaciones Técnicas (Skyvan 3)
Referencia datos: Jane's Civil and Military Upgrades 1994-95

### Características generales
- Tripulación: 2
- Capacidad: 19 pasajeros
- Longitud: 12,2 m (40,1 ft)
- Envergadura: 19,8 m (64,9 ft)
- Altura: 4,6 m (15,1 ft)
- Superficie alar: 35,1 m² (378 ft²)
- Peso vacío: 3331 kg (7341,5 lb)
- Peso máximo al despegue: 5670 kg (12 496,7 lb)
- Planta motriz: 2× Turbohélice Garrett AiResearch TPE-331-201.
  - Potencia: 533 kW (735 HP; 725 CV) cada uno.

### Rendimiento
- Velocidad nunca excedida (Vne): 402 km/h (250 MPH; 217 kt)
- Velocidad máxima operativa (Vno): 324 km/h (201 MPH; 175 kt)
- Velocidad crucero (Vc): 315 km/h (196 MPH; 170 kt)
- Velocidad de entrada en pérdida (Vs): 111 km/h (69 MPH; 60 kt)
- Alcance: 1200 km (648 nmi; 746 mi)
- Techo de vuelo: 6858 m (22 500 ft)
- Régimen de ascenso: 8,3 m/s (1634 ft/min)
- Carga alar: 136,6 kg/m² (28 lb/ft²)

### Desarrollos relacionados
- Miles M.57 Aerovan

### Aeronaves similares
- Dornier Do 228

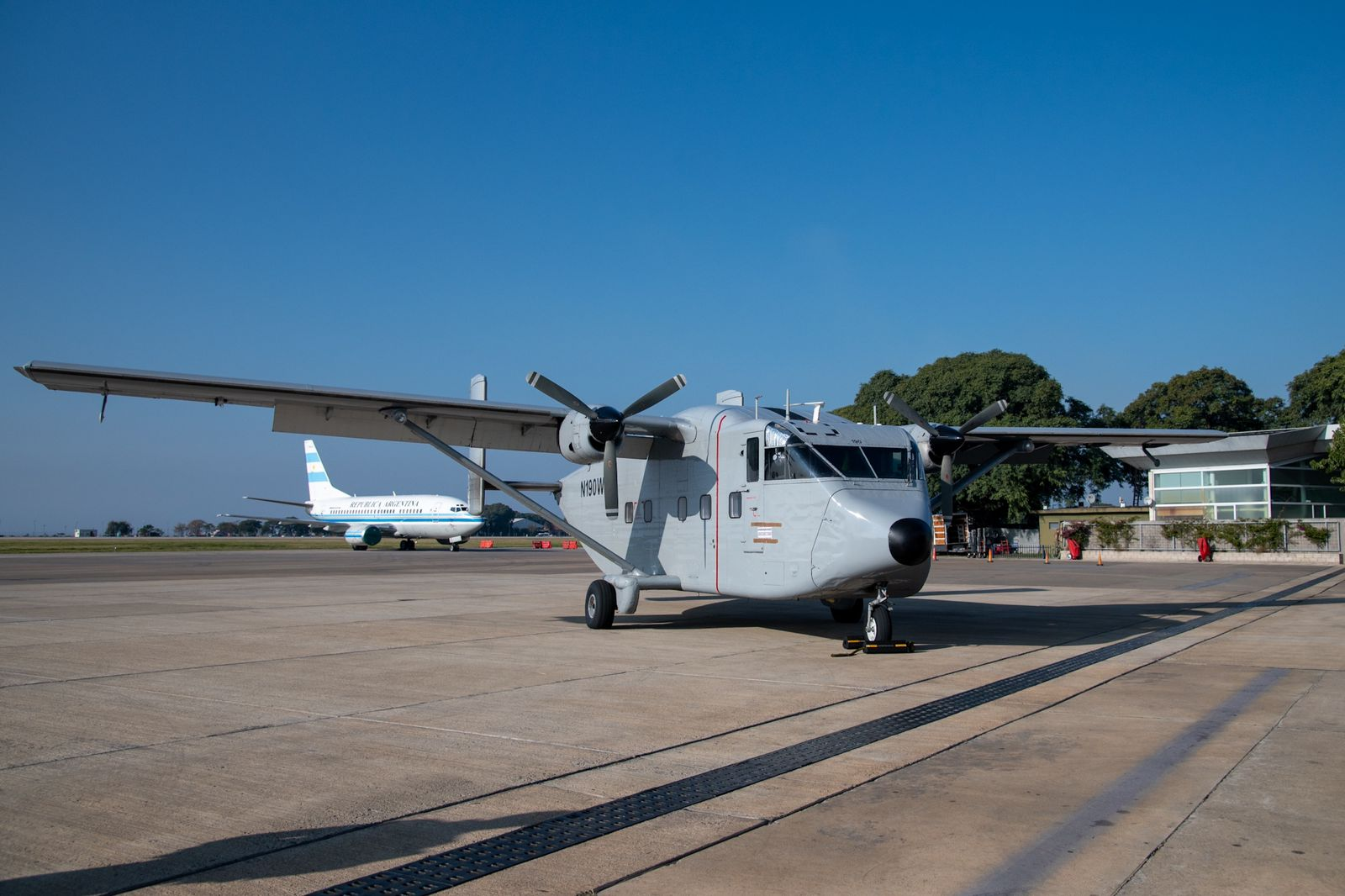
Skyvan PA-51, utilizado para vuelos de la muerte durante la última dictadura militar argentina.

- Embraer EMB 110 Bandeirante
- De Havilland Canada DHC-6 Twin Otter
- Fairchild Swearingen Metroliner
- Harbin Y-12
- Let L-410 Turbolet
- CASA C-212 Aviocar
- Beechcraft 1900
- Nord 262
- IAI Arava
- PZL M28 Skytruck
- Handley Page Jetstream
- Britten-Norman Trislander
- Antonov An-28

### Listas relacionadas
- Anexo:Aviones de línea regionales